# Oskar Hüssy
Oskar Hüssy (* 4. August 1903 in Säckingen; † 4. März 1964 ebenda) war ein deutscher Jurist und Politiker (NSDAP). Er war von 1938 bis 1945 Oberbürgermeister von Karlsruhe.

## Leben
Hüssy wurde 1903 in Säckingen als Sohn eines Fabrikanten geboren. Nach der Schulausbildung absolvierte er ein Jurastudium in der Schweiz und in München, das er 1928 mit der Promotion (Doktor) in Basel abschloss. Von 1929 bis 1935 arbeitete er als Betriebsleiter in der Baumwollweberei seines Vaters in Murg.
Hüssy war 1923 einer der Gründungsmitglieder der NSDAP-Ortsgruppe in Säckingen. Im selben Jahr nahm er am Hitlerputsch in München teil. Zum 8. Mai 1926 trat er der neu gegründeten NSDAP erneut bei (Mitgliedsnummer 35.652). Er wurde Kreis- und Gauredner und war Mitglied der SA, in der er zuletzt den Rang eines Standartenführers innehatte. Am 1. Oktober 1938 wurde er Oberbürgermeister der Stadt Karlsruhe. Im Jahr 1942 wurde er zusätzlich Gauamtsleiter für Kommunalpolitik in Baden und zum Ehrensenator der TH Karlsruhe ernannt. Im Jahr 1944 wurde er NSDAP-Hauptabschnittsleiter. Nach dem Ende des Zweiten Weltkriegs wurde er bis 1948 interniert. In der Entnazifizierung wurde er 1949 als „Minderbelasteter“ eingestuft. Anschließend arbeitete er bis zu seinem Tod wieder in der Textilbranche.